# 茅台学院
27°44′34″N 106°19′44″E / 27.74271°N 106.32881°E
茅台学院，简称茅院，是中华人民共和国的一所全日制本科民办普通高等学校，位于贵州省仁怀市。

## 历史
2012年，茅台集团出资筹建茅台学院；2015年，经贵州省同意，茅台学院上报中华人民共和国教育部审批，是仁怀市第一个大学。2015年，完成一期工程教学楼、实验楼、3栋学生宿舍建设，学生食堂建成移交，累计完成投资4.45亿元。2017年5月23日，教育部向贵州省人民政府发函，同意设立茅台学院。

## 院系专业
学校设有8个系部，开设15个本科专业。

### 教学单位
- 酿酒工程系
- 食品科学与工程系
- 资源环境系
- 酿酒工程自动化系
- 工商管理系
- 旅游管理系
- 公共基础教学部
- 马克思主义学院[5]

### 专业设置
- 白酒酿造工程
- 酿酒工程
- 葡萄与葡萄酒工程
- 食品质量与安全
- 食品科学与工程
- 资源循环科学与工程
- 环境科学与工程
- 自动化
- 包装工程
- 市场营销
- 电子商务
- 物流管理
- 酒店管理
- 旅游管理
- 种子科学与工程[2]